# 进步号飞船
进步号飞船（俄语：Прогресс）是俄羅斯的一型無人駕駛貨運飛船，可以運送物資到國際太空站。該系列飛船基於聯盟號宇宙飛船衍生而來，並可藉由聯合號運載火箭發射來進入太空。

## 历史
1970年代中期研制礼炮-6号空间站时，补给问题显现，苏联决定以联盟载人飞船为基础，设计出一种只运载货物、不搭载宇航员的货运飞船，并将其命名为“进步”号。1978年1月20日，第一艘进步号飞船发射升空，与礼炮-6号空间站成功对接，此后40年间，经过了多次改进，产生了进步M、进步M1、进步M2等改进型号。
美國空軍於2015年5月3日確認M-27M進步號太空船在轨道失联後將墜入地球大氣層。该货运飞船失事的原因是运载火箭第三级在轨发生爆炸。

## 設計
进步号采用了与联盟号相同的三舱式结构。最前部的、对应联盟号飞船轨道舱位置的货物舱，用来存储各类货物。当进步号与空间站对接后，空间站的宇航员会穿过对接舱口进入货物舱，将送来的货物搬出，再将空间站需要抛弃的废物转移到货物舱中。在飞船返回大气层的过程中，这些废物将随飞船一同烧毁。
位于飞船中部、对应于联盟号返回舱位置的，是进步号的补加舱，贮存给空间站补充的燃料、氧化剂和水。当进步号与空间站对接后，以补加舱里存贮的液体通过对接环上的液体连接器转移到空间站自身的推进系统中。

## 外部連結
- NASA - Russian Progress Spacecraft （页面存档备份，存于） - NASA網頁上討論進步號太空船的頁面，於2005年6月更新。（英文）